# Moyra-Budaörs Handball
A Budaörs Handball Budaörs város kézilabda klubja, melynek női felnőtt csapata a 2015-2016-os szezon óta a magyar élvonalban játszik. Az NB I-es alakulat mellett 13 utánpótlás együttes 17 korosztályos bajnokságban bizonyít jelenleg, 300 utánpótlás korú játékost foglalkoztatva.

## Történet
A 2011. év nyarán Kálóczi Imre újjáélesztette a budaörsi kézilabdát. Az egyesület  nem csak a felnőtt csapat versenyeztetésére, hanem az utánpótlás nevelésre is nagy hangsúlyt fektet. A 2015-16-os szezonban története során először szerepelhetett a legmagasabb osztályban és újoncként helytállva az NB I-es pontvadászatban a 12. helyen végeztek. A tanulóévet követően, hogy tartani tudják a lépést riválisaikkal, a lehetőségeinkhez mérten a nyáron megerősítették játékoskeretüket, főként saját nevelésű fiatalokkal, valamint csatlakozott a kerethez a Franciaországból hazatérő Hornyák Ágnes, aki játékosként és szakmai igazgató-helyettesként az utánpótlás csapatoknál is a klub segítségére lett.
Az NB I-es együttesünknek jelenleg 20 női játékosa van, akik Mihály Attila mesteredző és a korábbi többszörös magyar válogatott, Sirina Irina kapusedző irányításával készülnek a mérkőzéseikre.

### Utánpótlás
A Budaörs Handball számára fontos a helyi gyerekek, fiatalok profi szintű sportolási lehetőségeinek megteremtése. Több mint 300 sportoló fejlődését gyógytornász mellett atlétikaedző, vízisport oktató és személyi edző is segíti.

### Németh Helga program
A Budaörs Handball szakmai utánpótlás-nevelését nagyban kiegészíti a Németh Helgáról, az egykori nemzeti- és világválogatott kézilabdázóról elnevezett általános iskolai program. 2011. szeptembere óta utánpótlásedzők a budaörsi általános iskolák alsó tagozataiban heti rendszerességgel oktatnak kézilabdát a testnevelés órák keretein belül. A 2016-2017-es tanévre a program már Budaörs mellett a helyi iskolákban Törökbálinton, Herceghalmon és Biatorbágyon is jelen van. 2017-ben megközelítőleg ezer régióban élő gyerek számára tartanak heti rendszerességgel kézilabda-foglalkozást a Budaörs Handball szakemberei. A program keretében innovatív, európai tapasztalatokat felhasználó, gyerekközpontú és tömegsport alapú rendszert kezdtek el kiépíteni. A fiatalok a saját motivációjuknak és tehetségüknek megfelelő mértékben tudnak bekapcsolódni az iskola és a klub által biztosított edzés és versenyzési lehetőségekbe. A program egyedi és előremutató, hiszen a hobbi szintű sportolás mellett a rendszer maga kutatja fel a tehetségeket. 2016 májusában ötödik alkalommal rendezték meg a Decathlon-Németh Helga Kupát a budaörsi sportcsarnokban.

## Eredmények[3]
- NB I
  - 12. helyezett: 2016
- NB I/B
  - Aranyérmes: 2013, 2015
  - Ezüstérmes: 2014

## A 2020/2021-es szezon játékoskerete és szakmai stábja

### Kapusok
- 01  Bőle Maja
- 44  Sipeki Flóra
- 78  Tóth Boglárka
- 99  Vártok Ramóna

### Balszélsők
- 19  Kiskartali Zsófia
- 42  Braun Csenge

### Jobbszélsők
- 25  Galkó Laura
- 26  Szalai-Szita Katalin
- 33  Bódi Bernadett

### Beállók
- 7  Ekker Gitta
- 8  Szabadfi Ágnes

### Átlövők
- 2  Jovovity Jovana
- 6  Kovács Noémi
- 10  Horváth Laura
- 17  Hajduch Csenge
- 31  Hornyák Ágnes
- 88  Palotás Fanni
- 20  Smid Eszter

### Irányítók
- 11  Zsigmond Vivien
- 30  Pálos-Bognár Barbara
- 53  Kiss Mercédesz

### Szakmai stáb
Buday Dániel - vezetőedző
 Pinizsi Zoltán - edző
 Sirina Irina - kapusedző
 Süle Krisztina - erőnléti edző
 Schandl Gábor - erőnléti edző
 Dr. Zelenák Gergő - csapatorvos
 Ancsin Tamás - gyúró
 Feszthammer Réka - fizioterapeuta
 Kapási Anna - gyógytornász
 Dublinszki Dóra - technikai vezető
 Kemény Andrea - technikai vezető